# Samir & Viktor

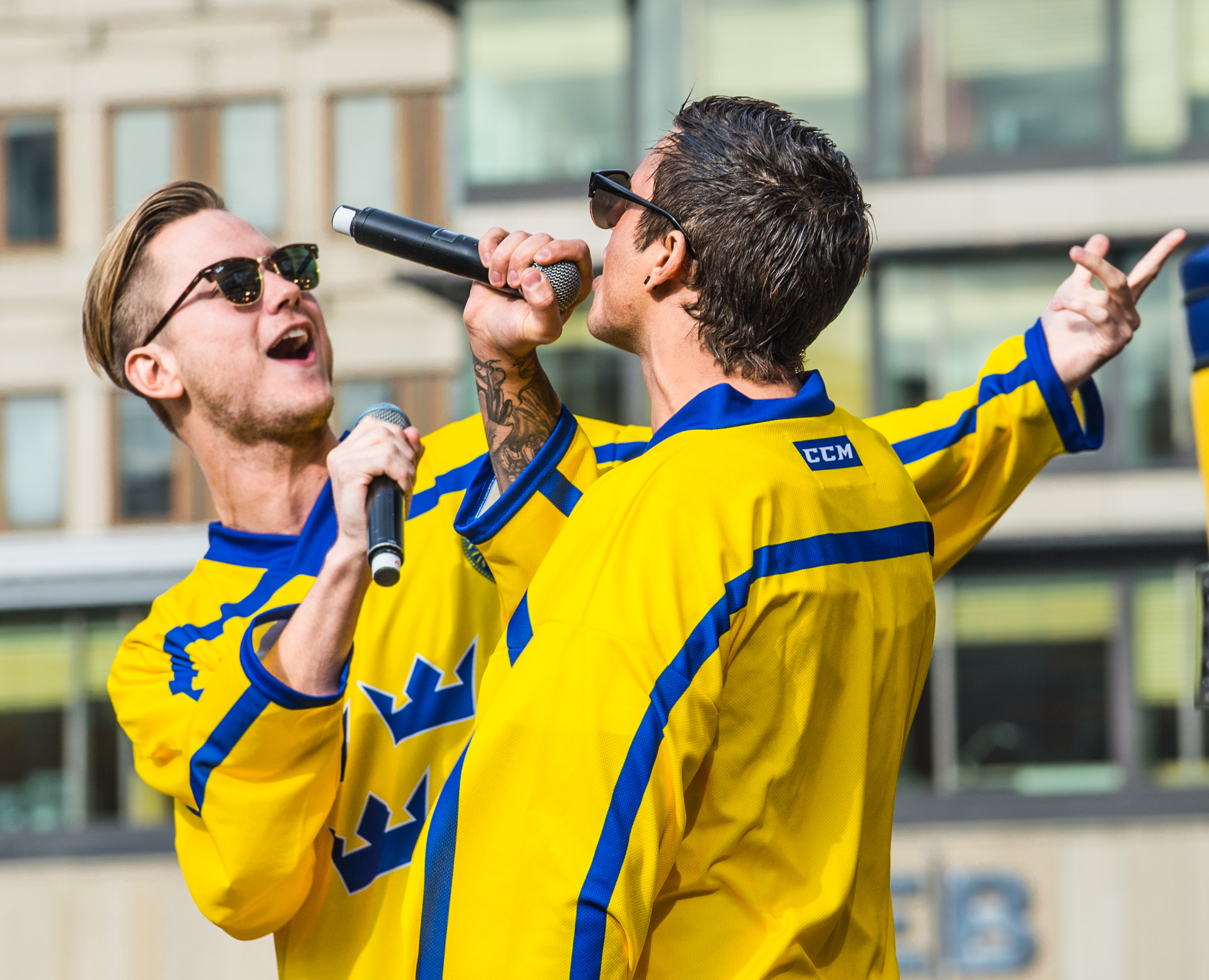
Samir & Viktor på Sergels torg i Stockholm vid firandet av VM-mästarna i ishockey den 22 maj 2017.

Samir & Viktor var en svensk musikduo bildad 2014, bestående av TV-profilen Samir Badran och influeraren Viktor Frisk.

## Historik
I maj 2014 släppte de singeln Success. Låten blev etta på Itunes under sin första vecka.
Samir & Viktor deltog i Melodifestivalen 2015 med bidraget Groupie. De deltog i den andra deltävlingen i Malmö den 14 februari 2015 och tog sig till final via andra chansen. De tävlade även i Melodifestivalen 2016, i den första deltävlingen i Göteborg med bidraget Bada nakna som tog sig till final via Andra chansen.
Gruppen tog sedan ett uppehåll på obestämd tid. Under uppehållet släppte Samir och Viktor varsin singel som soloartist.
Den 12 maj 2017 gjorde de comeback med låten Kung. Duon tävlade i Melodifestivalen 2018 med låten  Shuffla i andra deltävlingen där de tog sig till final och slutade på en fjärde plats (deras bästa resultat i Melodifestivalen).
2018 släppte duon boken Samir & Viktor där Frisk och Badran berättar för Pascal Engman om livet som idoler.
Den 16 oktober 2020 meddelade Samir och Viktor att de kommer att göra ytterligare ett uppehåll på obestämd tid. Den 4 juni 2023 bekräftade Viktor Frisk i tv-programmet Nyhetsmorgon att duon skulle göra en comeback, och den 16 juni gav de ut låten SKÅL.
2024 deltog de i Melodifestivalen för fjärde gången med låten "Hela världen väntar", där de hamnade på en femte plats i deltävling 1 och åkte därmed ur tävlingen. Detta var första gången i deras karriär som de inte tog sig till final.

## Diskografi

### Singlar
- 2014 - Success
- 2015 - Groupie
- 2015 - Saxofuckingfon
- 2016 - Bada nakna
- 2016 - Fick Feeling
- 2017 - Kung
- 2017 - Vi gör det ändå
- 2017 - Rakt in i kaklet
- 2018 - Shuffla
- 2018 - Put Your Hands Up för Sverige (feat. Anis Don Demina)
- 2019 - Odödlig
- 2019 - Kemi
- 2019 - Va som mig (feat. 1.Cuz)
- 2020 - Karantän (feat. TIX)
- 2020 - Vad sa du att du hette
- 2020 - Arbetslös
- 2023 - SKÅL
- 2024 - Hela världen väntar
- 2024 - Sverige
- 2024 - Sista beställningen (feat. Fröken Snusk)